# Cyperus maderaspatanus
Cyperus maderaspatanus là loài thực vật có hoa trong họ Cói. Loài này được Willd. mô tả khoa học đầu tiên năm 1797.